# Венгеров, Семён Афанасьевич
Семён Афана́сьевич Венге́ров (5 (17) апреля 1855, Лубны, Полтавская губерния, Российская империя — 14 сентября 1920, Петроград, РСФСР) — русский литературный критик, историк литературы, библиограф и редактор.

## Биография
Родился в Лубнах Полтавской губернии в 1855 году в еврейской семье. Родители: Хонон (Афанасий) и Паулина Венгеровы. Детские годы провёл в Минске. Первоначальное образование — домашнее. По спискам домовладельцев 1889 года, его отцу Афанасию Леонтьевичу Венгерову в Минске принадлежали дома № 10 и № 19 по Преображенской улице, дом № 4 по Сергеевской улице и дом № 7 на площади на пересечении улиц Немиги и Романовской слободы.
С 1868 года учился в 5-й гимназии в Петербурге (в списке выпускников 1872 года он значится как Симон Венгеров (по окончании гимназии принял христианство), затем в Санкт-Петербургской медико-хирургической академии (1872—1874). Интересно, что в этой же гимназии в 1875 году сдавал экзамены на аттестат зрелости ещё один Семён Венгеров
Окончив юридический факультет Санкт-Петербургского университета в 1879 году, служил помощником присяжного поверенного: с 11 октября был помощником присяжного поверенного В. И. Жуковского.
Экстерном сдал экзамен на историко-филологическом факультете в Императорском Дерптском университете в 1880 году и был приглашён на кафедру истории русской литературы Санкт-Петербургского университета для подготовки к профессорскому званию, но из-за материальных трудностей в 1882 году покинул университет и восемь лет служил в правлении Либаво-Роменской железной дороги. С 1882 по 1885 годы находился под негласным надзором полиции.
С 1890 года целиком отдался историко-литературной и библиографической деятельности. В 1897 году был назначен приват-доцентом Санкт-Петербургского университета, но в 1899 году уволен как политически неблагонадёжный. Вновь допущен к педагогической деятельности в 1906 году. В 1909 году Императорский Харьковский университет по совокупности работ присвоил Венгерову степень доктора русской словесности. В 1910 году он был избран профессором Бестужевских курсов и Санкт-Петербургского психоневрологического института. С 1917 года был директором Российской книжной палаты, с 1919 — профессором Петроградского университета.
Скончался 14 сентября 1920 года в Петрограде, где последние 10 лет жил в доходном доме П. В. Симонова (Загородный проспект, 9). Похоронен на Литераторских мостках (фото могилы).

## Литературная деятельность
Печататься начал с 17 лет. Деятельно сотрудничал в «Неделе», «Русском мире», «Русской мысли», «Русском богатстве», «Вестнике Европы» и других журналах.

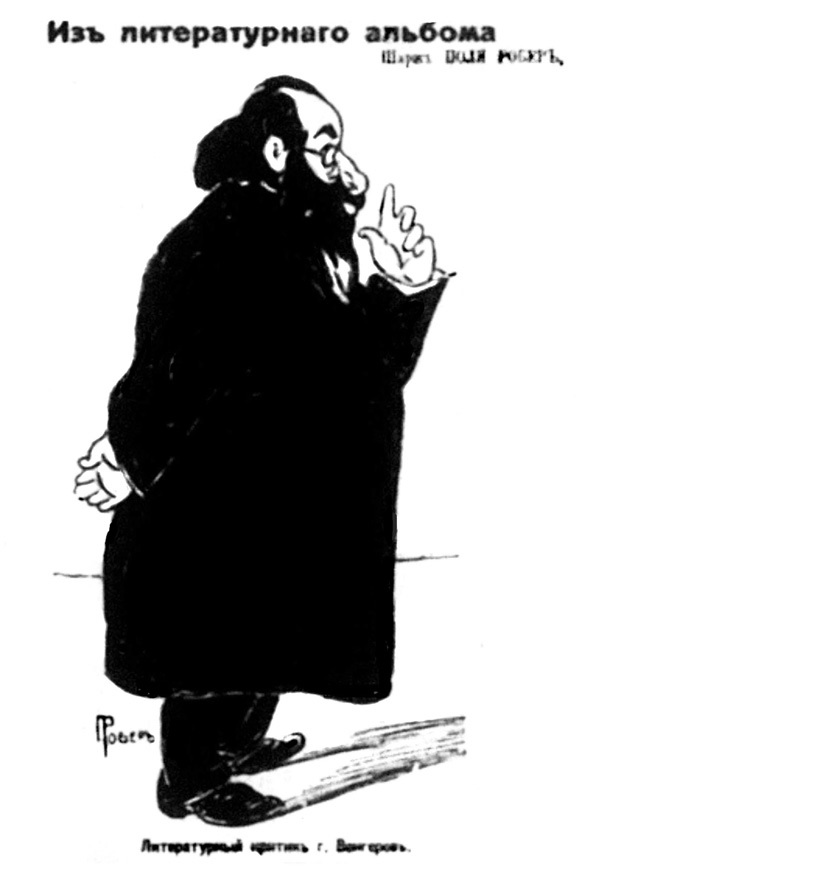
Шарж Робера на Венгерова («Петербургская газета»)

Редактировал журнал «Устои» (1882), литературный отдел как 82-томной Энциклопедии, так и «Нового энциклопедического словаря» Брокгауза и Ефрона, «Библиотеку великих писателей» того же издательства, Библиотеку издательства «Светоч» (ряд запрещённых до первой русской революции царской цензурой сочинений Степняка-Кравчинского, М. Штирнера, Белинского («Письмо к Гоголю»), «Русскую литературу XX века» 1914—1917 и т. д. Часть 1 «Истории новейшей русской литературы» была запрещена цензурой (1885).
Венгеров написал много трудов. Из методологических работ наиболее известны: «Основные черты истории новейшей русской литературы» (Санкт-Петербург, 1897, 2-е издание с прибавлением этюда о модернизме; переводы на немецкий, болгарский и чешский языки) и «Героический характер русской литературы» (Сочинения, том I, Санкт-Петербург, 1911).
Несомненное значение Венгерова для русского литературоведения. Его грандиозно задуманный «Критико-биографический словарь русских писателей и учёных» (вышло 6 томов, Санкт-Петербург, 1889—1904; издание не окончено) и «Источники словаря русских писателей» (4 тома, Санкт-Петербург, 1900—1917; издание также не окончено).
«Русские книги» Венгерова (3 тома, Санкт-Петербург, 1896—1898; также не закончено) — ценнейший вклад в библиографию русской литературы. Большую ценность представляют венгеровские издания сочинений А. С. Пушкина (6 томов) и В. Г. Белинского (11 томов, единолично им прокомментированные; 12-й том вышел под редакцией Спиридонова). Венгеров редактировал и лучшие в России издания (Брокгауз-Ефрон) европейских классиков: Шекспира (5 томов), Мольера (2 тома), Шиллера (4 тома), Байрона (3 тома). Из оставленной Венгеровым картотеки исследователи ещё долго будут черпать сведения.
С 1891 года — редактор отдела истории русской литературы словаря Брокгауза-Ефрона.
По инициативе Венгерова в 1908 при Петербургском университете создан известный Пушкинский семинарий, который начал составление словаря поэтического языка Пушкина и опубликовал ряд работ о поэте (сборники «Пушкинист», 1914—1918).

## Семья
Родители:
- Отец — Афанасий Леонтьевич (Хонон Лейбович) Венгеров (?—1892), уроженец Конотопа, был директором банка в Минске[9].
- Мать — немецкая еврейская писательница Паулина Юлиевна (Полина Юделевна) Венгерова (урождённая Эпштейн; 1833, Бобруйск — 1916, Минск), из купеческой семьи, автор известных мемуаров «Записки бабушки: Картины из истории культуры русских евреев в XIX столетии» (1908—1910, Берлин).

Сёстры:
- Елизавета Афанасьевна Венгерова (в замужестве Вилькина, 1853 — ?), жена издателя, редактора и переводчика Николая (Нисона) Львовича Вилькина.
- Фаина Афанасьевна Венгерова (в замужестве Слонимская, 1857—1944).
- Изабелла Афанасьевна Венгерова (1877, Минск — 1956, Нью-Йорк), пианистка, педагог.
- Зинаида Афанасьевна Венгерова (1867, Гельсингфорс — 1941, Нью-Йорк), литературный критик, историк западноевропейской литературы, переводчица, третья жена поэта и драматурга Николая Максимовича Минского (Виленкина).
- Мария Афанасьевна Венгерова (в замужестве Александрова).

Жена (с 1902):
- Раиса (Роза) Александровна Венгерова (урождённая Ландау, 1857—1918).

Дети:
- Алексей Семёнович Венгеров (1881—1915) — один из авторов «ЭСБЕ»[10], юрист по профессии, погиб на фронте Первой мировой войны.
- Всеволод Семёнович Венгеров (26 августа 1887, Петербург — 17 ноября 1938, Каркаралинск), участник революционного движения, расстрелян, реабилитирован посмертно.
- Сергей Семёнович Венгеров (1897—1920).
- Евгения Семёновна Венгерова (по мужу Флеер, 1895—1942).
- Людмила Семёновна Венгерова (1890—1921).
- Софья Семёновна Венгерова (1885 — 8 июня 1920)[11].

Племянники:
- Михаил Леонидович Слонимский (1897—1972), писатель и литературный критик.
  - Внучатый племянник — Сергей Михайлович Слонимский (1932—2020), композитор, педагог, музыковед.
- Николас (Николай Леонидович) Слонимский (1894—1995), американский музыковед, композитор, пианист, дирижёр, лексикограф.
- Александр Леонидович Слонимский (1881—1964), писатель и литературовед.
- Юлия Леонидовна Слонимская (в замужестве Сазонова, 1887—1957), поэтесса, прозаик, историк русской литературы.
- Людмила Николаевна Вилькина (в замужестве Виленкина, 1873—1920), поэтесса, писательница и переводчица, вторая жена поэта и драматурга Николая Максимовича Минского (Виленкина).

Двоюродный брат — шахматист Семён Зиновьевич Алапин. Двоюродная сестра — Анна Ильинична Войтоловская (1879—1953) — была замужем за Львом Наумовичем Войтоловским, врачом, журналистом, литературным критиком. Троюродный брат — Александр Александрович Смирнов, филолог, литературовед, переводчик. Родственницей С. А. Венгерова была также Флора Овсеевна Вербловская — мать поэта Осипа Мандельштама.

### Избранные труды
- Критико-биографический словарь русских писателей и ученых (от начала русской образованности до наших дней) : Т. 1-6 / С.А. Венгеров. - Санкт-Петербург : Семен. типо-лит. (И. Ефрона), 1889-1904. - 6 т.
- Источники словаря русских писателей : [т. 1-4] / собр. С. А. Венгеров. — СПб. : тип. Имп. академии наук, 1900—1917. — Сканы томов: 1: Аарон — Гоголь, 2: Гогоцкая — Карамзин, 3: Карамышев — Ломоносов, 4: Лоначевский — Некрасов. Страница на РНБ;
- Собрание сочинений Венгерова, СПБ., 1911—1913. Вышло 5 томов (1913).
- Русская литература в её современных представителях — И. С. Тургенев [1875]; А. Ф. Писемский [1884];
- История новейшей русской литературы (1886, уничтожено цензурой);
- Историко-литературный сборник «Русская поэзия» (комментированное собрание произведений русских поэтов с библиографией, 2 тома, СПБ., 1897 и 1901);
- Эпоха Белинского, СПБ., 1905;
- Очерки по истории новейшей русской литературы, СПБ., 1907, 2-е изд.